# Елизарово (Орехово-Зуевский район)
Елизарово — деревня в Орехово-Зуевском районе Московской области России. Население — 65 чел. (2010). Входит в состав сельского поселения Давыдовское (до середины 2000-х — Давыдовский сельский округ).

## История

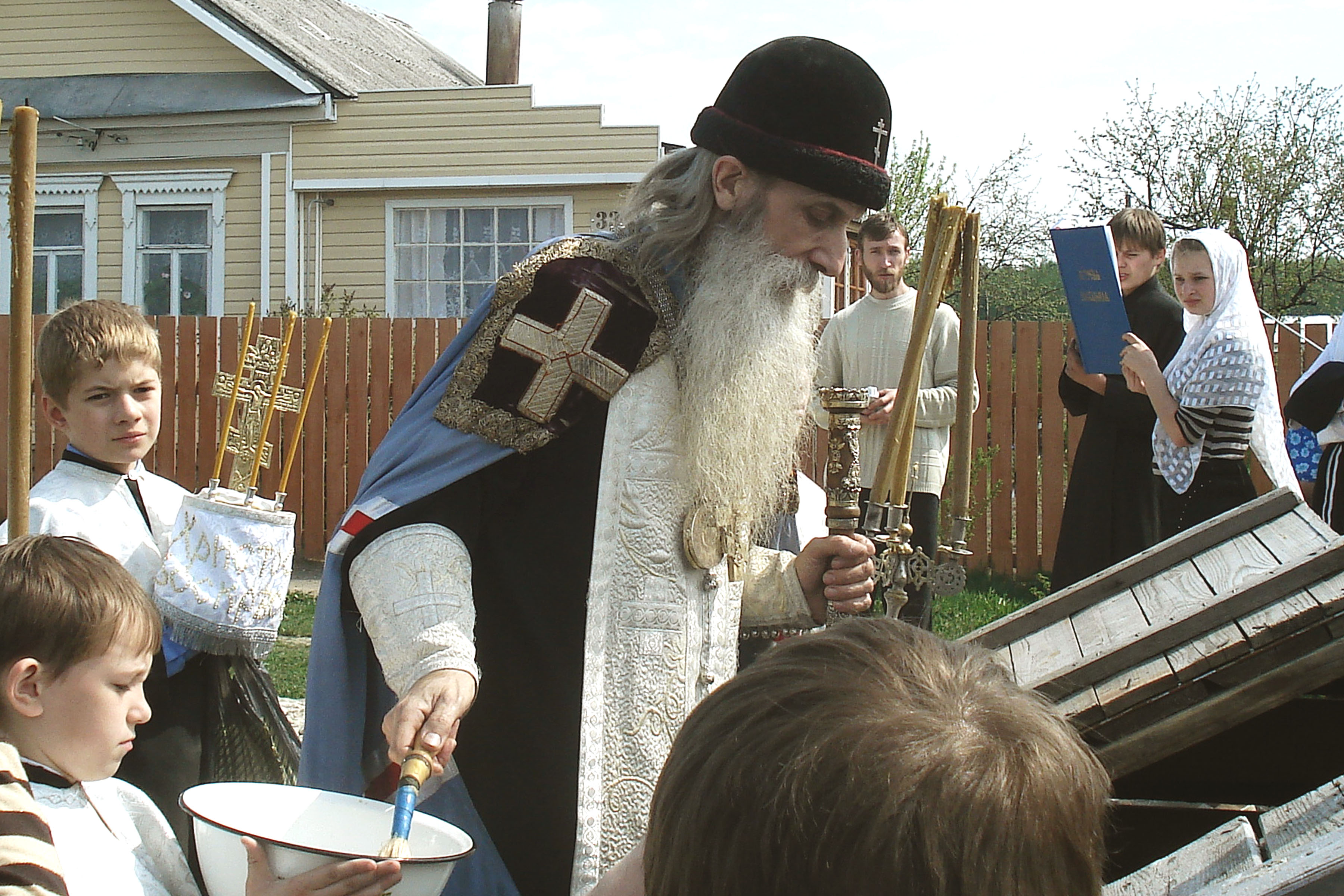
Митрополит Корнилий, глава Русской православной старообрядческой церкви, освящяет колодец. Елизарово, 2 мая 2008

Деревня расположена в исторической местности Заход (часть Гуслиц). В исторических документах известна как минимум с 1646 года. В переписных книгах Московского уезда 1646-47 гг. деревня под тройным названием Резаново-Захарово-Елизарово упомянута в составе дворцовой волости Сельна. В XIX веке эта деревня относилась к Запонорской волости Богородского уезда Московской губернии. В XIX веке подавляющее большинство жителей деревни были старообрядцами. По данным 1862 года, в деревне была старообрядческая часовня
Как и во многих других деревнях Гуслиц, в Елизарово было развито искусство иконописи. В середине XIX века в Елизарово открылась иконописная мастерская, которая функционировала до 1919 года. Она имела связи с иконописными мастерскими Москвы и с иконописцами Мстёры. На Всероссийской художественно-промышленной выставке 1882 года в Москве икона В. К. Чикалова из Елизарово была удостоена денежной премии.
До революции среди гусляков (жителей Гуслиц) было довольно много разбойников и конокрадов. Значительное число конокрадов было родом из Елизарово и Костино. Похищенных лошадей, как правило, продавали в соседнем Егорьевске, который тогда входил состав Рязанской губернии, и следовательно не был в компетенции полиции Московской губернии.

## Название
Несмотря на то, что деревня никогда не была частновладельческой, существует предание, согласно которому она была названа по фамилии своего помещика Елизарова.

## Население

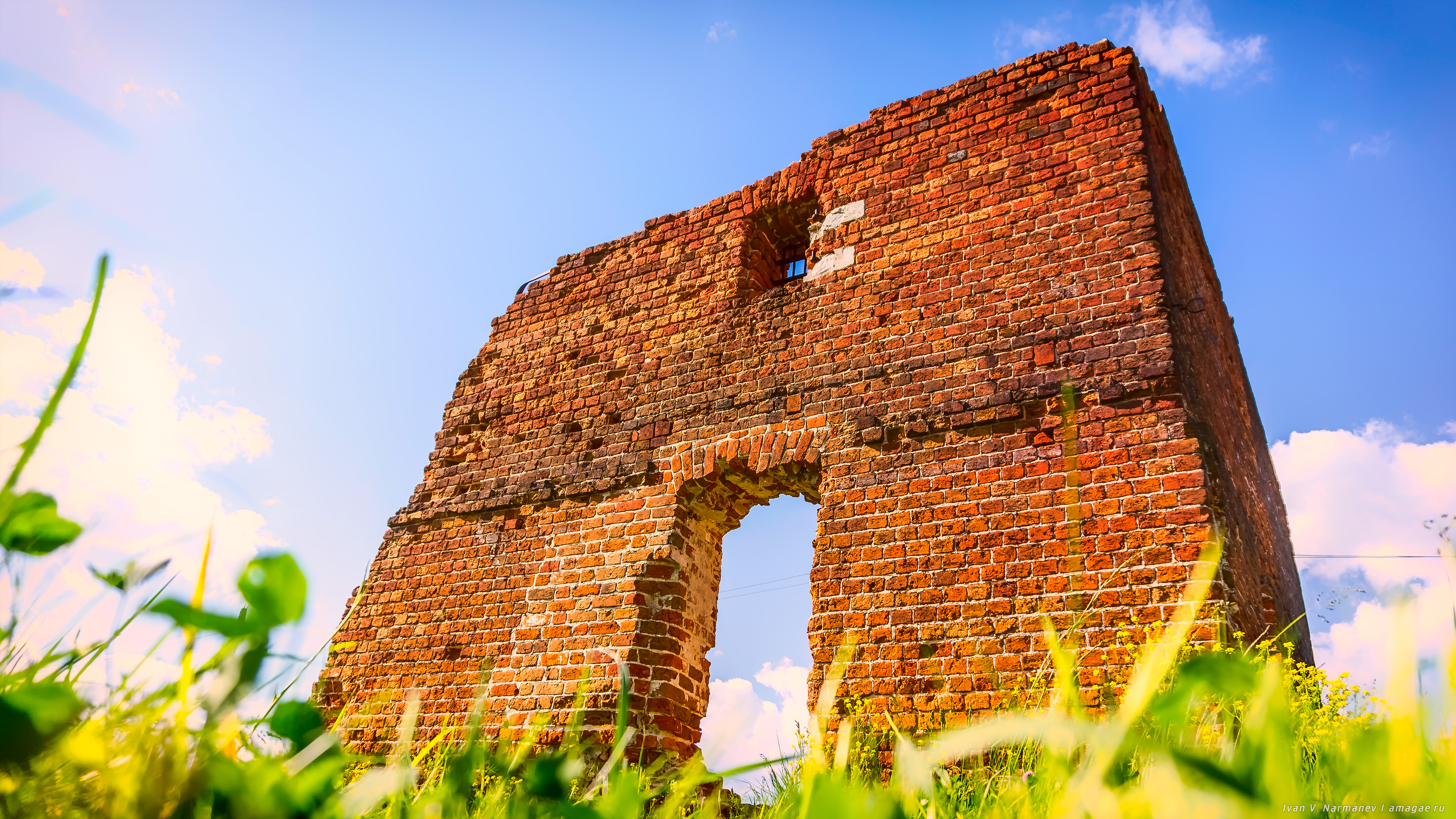
Остатки молельного дома в елизарово

В 1852 году в деревне насчитывалось 46 дворов и 360 жителей (201 мужчина и 159 женщин). К 1862 году население увеличилось незначительно — 53 двора и 391 житель (189 мужчин и 202 женщины). В 1925 году в деревне было 96 дворов и 428 жителей.
По данным 1997 года, население деревни Елизарово составляло 132 человека. Согласно Всероссийской переписи, в 2002 году в деревне проживало 88 человек (42 мужчины и 46 женщин). По данным на 2005 год в деревне проживало 75 человек.
| 1852 | 1862 | 1925 | 1926 | 1997 | 2002 | 2006 | 2010 |
| ---- | ---- | ---- | ---- | ---- | ---- | ---- | ---- |
| 360  | ↗391 | ↗428 | ↘415 | ↘132 | ↘88  | ↘75  | ↘65  |

## Расположение
Деревня Елизарово расположена примерно в 24 км к югу от центра города Орехово-Зуево и в 6 км северо-западнее города Куровское. Ближайшие населённые пункты — деревни Ляхово, Гора, Костино и Давыдово. В 3 км западнее деревни расположена станция Давыдово Большого кольца МЖД.